# Метју Хaдсон-Смит
Метју Хадсон-Смит (енгл. Matthew Hudson-Smith; Вулверхемптон, 26. октобар 1994.) је британски атлетичар, спринтер који је специјализован за трку на 400 метара. Од августа 2024. држи европски рекорд од 43,44 секунде на 400 метара, оствареним на Летњим олимпијским играма 2024. Био је шампион Европе 2018. на 400 метара и члан златне британске штафете 4 х 400 метара на Европском првенству у атлетици 2014.
У лето 2022. освојио је своју прву појединачну глобалну медаљу, бронзу на Светском првенству 2022. Од 2022. године, Хадсон-Смит је најодликованији британски спортиста у историји европских првенстава, са седам медаља. Други је у укупном поретку, након француског спринтера Кристофа Леметра.

## Каријера
Метју се 2006. у родном граду Вулверхемптону придружио атлетском клубу Бирчфилд Харијерс. Такмичио се у разним дисциплинама пре него што се 2008. фокусирао на спринтеве. 2010. и 2011. углавном се концентрисао на трку на 200 метара.
На Великој награди у Глазгову, у трци на 400 метара у оквиру Дијамантске лиге, Хадсон-Смит је истрчао време од 44,97 секунди. Ово га је учинило тек другим британским тинејџером који је трчао ову деоницу испод 45 секунди.
На Европском првенству 2014. у Цириху, Хадсон-Смит је освојио сребрну медаљу у трци на 400 м у времену од 44,75 секунди.
2016. године Хадсон-Смит је на Олимпијским играма у Рију на 400 м завршио као 8. у финалу са временом 44,61. Трчао је у тркама штафете 4 х 400 м, али је британски тим дисквалификован пошто су судије процениле да је Хадсон-Смит био ван дозвољене зоне за преузимање штафетне палице.
На Светском првенству 2017. Хадсон-Смит се није квалификовао за финале јер је завршио као четврти у свом полуфиналу. Освојио је бронзу у штафети 4 х 400 м.
Освојио је злато на Европском првенству 2018. у трци на 400 метара, победивши у финалу резултатом 44,78. Освојио је и сребро у мушкој штафети 4 х 400 метара.
Хадсон-Смит је пропустио одложене Олимпијске игре 2020. због повреде, али се вратио следеће године и освојио бронзу на Светском првенству 2022, што је била његова прва појединачна медаља на једном Светском првенству. Освојио је злато на Европском првенству 2022. на 400 м и у мушкој штафети 4 х 400 м.
2023. освојио је сребрну медаљу у трци на 400 метара на Светском првенству, оборивши европски рекорд у полуфиналу са временом 44,26.
Хадсон-Смит је своју сезону 2024. отворио са личним рекордом на 200 метара од 20,39 на такмичењу у Флориди. Он је током лета оборио сопствени европски рекорд на Бислет играма у Ослу са резултатом 44.07. Поставио је и нови лични рекорд од 20,34 на 200 метара 30. јуна.
Хадсон-Смит је поново побољшао свој европски рекорд на 400 метара на митингу Дијамантске лиге у Лондону 20. јула 2024, победивши у времену од 43,74. 
На Олимпијским играма у Паризу 2024. Хадсон-Смит је освојио сребрну медаљу на 400 метара са временом од 43,44 секунде, завршивши иза освајача златне медаље Квинсија Хола, који је победио у трци са 43,40 секунди. Хадсон-Смитов резултат је шести најбржи свих времена, што га чини петим најбржим атлетичарем у трци на 400 метара у историји. Ово је био први пут да један тркач на 400 метара није успео да освоји златну медаљу са истрчаним временом испод 43,75 секунди на једним Олимпијским играма.

## Лични рекорди
- 400 метара – 43,44 сек (2024)
- 200 метара – 20,34 сек (2024)
- 60 метара – 6,96 сек (2012)

## Међународна такмичења
| Година | Такмичење                     | Место                           | Позиција | Дисциплина | Резултат        | Белешка |
| ------ | ----------------------------- | ------------------------------- | -------- | ---------- | --------------- | ------- |
| 2013   | Европско првенство за јуниоре | Ријети, Италија                 | 3.       | 200 м      | 20.94           |         |
| 2013   | Европско првенство за јуниоре | Ријети, Италија                 | 3.       | 4×400 м    | 3:05.14         |         |
| 2014   | Игре Комонвелта               | Глазгов, Уједињено Краљевство   | 1.       | 4×400 м    | 3:00.46         |         |
| 2014   | Европско првенство            | Цирих, Швајцарска               | 2.       | 400 м      | 44.75           |         |
| 2014   | Европско првенство            | Цирих, Швајцарска               | 1.       | 4×400 м    | 2:58.79         |         |
| 2016   | Европско првенство            | Амстердам, Холандија            | 3.       | 4×400 м    | 3:01.44         |         |
| 2016   | Олимпијске игре               | Рио де Жанеиро, Бразил          | 8.       | 400 м      | 44.61           |         |
| 2017   | Светско првенство             | Лондон, Уједињено Краљевство    | 9.       | 400 м      | 44.74           |         |
| 2017   | Светско првенство             | Лондон, Уједињено Краљевство    | 3.       | 4×400 м    | 2.59.00         |         |
| 2018   | Игре Комонвелта               | Гоулд Коуст, Аустралија         | –        | 400 м      | Дисквалификован |         |
| 2018   | Игре Комонвелта               | Гоулд Коуст, Аустралија         | –        | 4 × 400 м  | Одустали        |         |
| 2018   | Европско првенство            | Берлин, Немачка                 | 1.       | 400 м      | 44.78           |         |
| 2018   | Европско првенство            | Берлин, Немачка                 | 2.       | 4 × 400 м  | 3:00.36         |         |
| 2019   | Светско првенство             | Доха, Катар                     | –        | 400 м      | Одустао         |         |
| 2022   | Светско првенство             | Јуџин, САД                      | 3.       | 400 м      | 44.66           |         |
| 2022   | Игре Комонвелта               | Бирмингем, Уједињено Краљевство | 2.       | 400 м      | 44.81           |         |
| 2022   | Европско првенство            | Минхен, Немачка                 | 1.       | 400 м      | 44.53           |         |
| 2022   | Европско првенство            | Минхен, Немачка                 | 1.       | 4 × 400 м  | 2:59.35         |         |
| 2023   | Светско првенство             | Будимпешта, Мађарска            | 2.       | 400 м      | 44.31           |         |
| 2024   | Олимпијске игре               | Париз, Француска                | 2.       | 400 м      | 43.44           |         |